# Comuna Iablucine, Velîka Pîsarivka
Iablucine (în ucraineană Яблучне) este o comună în raionul Velîka Pîsarivka, regiunea Sumî, Ucraina, formată din satele Iablucine (reședința), Maiske și Vesele.

## Demografie
Componența lingvistică a comunei Iablucine
     Ucraineană (95,03%)
     Rusă (4,66%)
     Alte limbi (0,31%)
Conform recensământului din 2001, majoritatea populației comunei Iablucine era vorbitoare de ucraineană (95,03%), existând în minoritate și vorbitori de rusă (4,66%).